# Dihydrouridine
La dihydrouridine (notée D ou UH2) est un ribonucléoside constitué de résidus de dihydrouracile et de ribose qu'on trouve dans les ARNm et les ARNt.
Sa conformation non planaire déstabilise la structure de l'ARN et augmente sa flexibilité, contrairement à la pseudouridine. Cette particularité est utilisée par les organismes qui se développent à basse température pour préserver la fluidité de leurs structures biologiques.